# Velikovo, Stara Zagora
Velikovo (în bulgară Великово) este un sat în comuna Gălăbovo, regiunea Stara Zagora,  Bulgaria. 

## Demografie
Componența etnică a satului Velikovo
     Bulgari (92,45%)
     Nicio identificare (7,54%)
     Altele (0%)
La recensământul din 2011, populația satului Velikovo era de 53 locuitori. Din punct de vedere etnic, majoritatea locuitorilor (92,45%) erau bulgari. Pentru 7,54% din locuitori nu este cunoscută apartenența etnică.